# Eois nigriplaga
Eois nigriplaga là một loài bướm đêm trong họ Geometridae.